# Diego Pizarro
Diego Pizarro Bossio (Lima, 14 de agosto de 1990) es un futbolista peruano. Juega como mediapunta y actualmente está sin equipo. Tiene 34 años y es hermano menor del exfutbolista Claudio Pizarro.

## Trayectoria
Fue parte de la cantera del Bayern Munich de Alemania, pero en 2009 volvió a su país para jugar en el club Coronel Bolognesi. En el 2011 llega al CNI de Iquitos, club que no logra mantener la categoría y finalmente desciende de división. Jugó por muchos equipos del interior del Perú, entre ellos Cienciano, Unión Comercio, FBC Melgar y Juan Aurich. En 2015 formó parte del equipo del Cienciano que descendió a segunda división.

## Estadísticas

### Clubes
| Club                        | Temporada           | Liga  | Liga  | Copa  | Copa  | Internacional | Internacional | Total | Total |
| Club                        | Temporada           | Part. | Goles | Part. | Goles | Part.         | Goles         | Part. | Goles |
| --------------------------- | ------------------- | ----- | ----- | ----- | ----- | ------------- | ------------- | ----- | ----- |
| Bayern Múnich II · Alemania | 2007-08             | 22    | 5     | -     | -     | -             | -             | 22    | 5     |
| Bayern Múnich II · Alemania | 2008-09             | 14    | 2     | -     | -     | -             | -             | 14    | 2     |
| Bayern Múnich II · Alemania | Total               | 36    | 7     | -     | -     | -             | -             | 36    | 7     |
| Sport Boys · Perú           | 2010                | 2     | 0     | -     | -     | -             | -             | 2     | 0     |
| Sport Boys · Perú           | Total               | 2     | 0     | -     | -     | -             | -             | 2     | 0     |
| CNI · Perú                  | 2011                | 23    | 0     | 1     | 0     | -             | -             | 24    | 0     |
| CNI · Perú                  | Total               | 23    | 0     | 1     | 0     | -             | -             | 24    | 0     |
| Cienciano · Perú            | 2012                | 24    | 6     | -     | -     | -             | -             | 24    | 6     |
| Cienciano · Perú            | 2013                | 26    | 3     | -     | -     | -             | -             | 26    | 3     |
| Unión Comercio · Perú       | 2014                | -     | -     | 6     | 0     | -             | -             | 6     | 0     |
| Unión Comercio · Perú       | Total               | -     | -     | 6     | 0     | -             | -             | 6     | 0     |
| FBC Melgar · Perú           | 2014                | 7     | 0     | -     | -     | -             | -             | 7     | 0     |
| FBC Melgar · Perú           | Total               | 7     | 0     | -     | -     | -             | -             | 7     | 0     |
| Juan Aurich · Perú          | 2015                | 3     | 0     | 6     | 0     | -             | -             | 9     | 0     |
| Juan Aurich · Perú          | Total               | 3     | 0     | 6     | 0     | -             | -             | 9     | 0     |
| Cienciano · Perú            | 2015                | 10    | 1     | -     | -     | -             | -             | 10    | 1     |
| Cienciano · Perú            | Total               | 60    | 10    | -     | -     | -             | -             | 60    | 10    |
| AD Cantolao · Perú          | 2016                | 21    | 2     | -     | -     | -             | -             | 21    | 2     |
| AD Cantolao · Perú          | 2017                | 5     | 0     | 7     | 0     | -             | -             | 12    | 0     |
| AD Cantolao · Perú          | 2018                | 16    | 2     | 9     | 0     | -             | -             | 25    | 2     |
| AD Cantolao · Perú          | 2019                | 14    | 1     | 3     | 0     | -             | -             | 17    | 1     |
| AD Cantolao · Perú          | Total               | 56    | 5     | 19    | 0     | -             | -             | 75    | 5     |
| Comerciantes Unidos · Perú  | 2020                | 4     | 0     | -     | -     | -             | -             | 4     | 0     |
| Comerciantes Unidos · Perú  | Total               | 4     | 0     | -     | -     | -             | -             | 4     | 0     |
| Total en su carrera         | Total en su carrera | 191   | 22    | 32    | 0     | 0             | 0             | 223   | 22    |

## Palmarés

### Campeonatos nacionales
| Título                    | Club              | País | Año  |
| ------------------------- | ----------------- | ---- | ---- |
| Segunda División del Perú | Academia Cantolao | Perú | 2016 |